# L'imperatore e l'assassino
L'imperatore e l'assassino (Jing ke ci qin wang) è un film del 1998 diretto da Chen Kaige.